# Better Days Tour Sverige
Better Days Tour Sverige var Sverige-och-sommarversionen av den turné med samma namn som artisten Benjamin Ingrosso var ute på i Europa. Alba August medverkade som förband. På spelningen på Stockholms Stadion var även Victor Ray förband. 

## Medverkande
- Benjamin Ingrosso, sång, piano, kapellmästare
- Viktor Olsén, keyboard, piano, kapellmästare
- Gustav Jonsson, gitarr, elgitarr
- Mats Sandahl, elbas
- Noa Svensson, trummor
- Axel Fagerberg, slagverk
- Agnes Grahn, trumpet, gitarr, sång
- Tilde Schweitzer, trombon
- Peter Zimny, saxofon
- Anna Rällsjö, bakgrundssångerska
- Djara Erlandsson, bakgrundssångerska
- Johan Ivansson, inhopp på bas
- Joanné Nugas, inhopp i Kalmar som bakgrundssångerska

## Låtlista
Ingrosso spelade låten Visa vid vindens ängar av Mats Paulson som en hyllning till sin morfar Hans Wahlgren som gick bort i maj 2024. Den låten tillsammans med dragspel var Wahlgrens favorit så det var anledningen till att detta förekom under konserterna. Sista konserten på Stadion spelade Axel Fagerberg på Ted Gärdestads gamla dragspel som Ingrosso fått av Gärdestads dotter Sara Zacharias.
1. Look Who's Laughing Now
2. Tror du att han bryr sig
3. Angela
4. Dancing on a Sunny Day
5. So Good So Fine When You're Messing With My Mind
6. Barnasinnet
7. You Don't Really Know Me at All (Osläppt)
8. I'll Be Fine Somehow
9. Det stora röda huset
10. Visa vid vindens ängar
11. Allt det vackra
12. All My Life
13. Worst in Me
14. Smile
15. OMG (Osläppt)
16. Back to You
17. Tänd alla ljus
18. Better Days
19. Honey Boy (Give Me Something)
20. Kite
21. Happiness

## Turneplan
Alla konserter var slutsålda. Samma dag som Ingrosso spelade på Stadion släpptes singeln All My Life. 
- 18 juli 2024 – Helsingborg - Sofiero Slott
- 19 juli 2024 – Halmstad - Brottet
- 20 juli 2024 – Lysekil - Pinneviken
- 24 juli 2024 – Malmö - Tallriken
- 26 juli 2024 – Karlstad - Mariebergsskogen
- 27 juli 2024  – Gävle - Gasklockorna
- 2 augusti 2024 – Kalmar - Fredriksskans
- 3 augusti 2024  – Linköping - Stångebrofältet
- 9 augusti 2024 – Stockholm - Stadion
- 10 augusti 2024 - Göteborg - Way Out West